# Anna Tjitjerova
Anna Vladimirovna Tjitjerova, (ryska: Анна Владимировна Чичерова) född 22 juli 1982, Jerevan, Armeniska SSR Sovjetunionen, rysk höjdhoppare med VM-guld 2011 och olympiskt guld i London 2012.
Tjitjerova slog igenom då hon blev fyra vid junior-VM 2000. Hennes första mästerskapsmedalj vann hon vid inomhus-VM 2003 då hon blev trea efter att ha klarat 1,99. Vid VM 2003 i Paris gick hon vidare till final och slutade på sjätte plats efter ett hopp på 1,95. Samma resultat nådde hon vid OS 2004 i Aten. Vid inomhus-VM 2004 blev det en silvermedalj efter landsmannen Jelena Slesarenko. Vid inomhus-EM 2005 vann hon sin första mästerskapstitel när hon tog 2,01. Hon blev fyra vid VM utomhus i Helsingfors. 
Tjitjerova blev silvermedaljör vid VM 2007 i Osaka då hon noterade nytt personligt rekord med 2,03 efter Blanka Vlašić. Hon deltog även vid Olympiska sommarspelen 2008 i Peking, där hon blev bronsmedaljör på 2,03. Omtestning 2016 av dopningsprov från OS i Peking 2008 visade att hennes prov innehöll förbjudna medel, och Tjitjerova diskvalificerades och fråntogs bronsmedaljen. Hon diskvalificerades även från världsmästerskapet 2009, där hon tagit en silvermedalj.
Vid VM 2009 i Berlin slutade hon åter på andra plats efter att ha tagit 2,02 meter. Den enda som hoppade högre var Vlašić som klarade 2,04. Hon vann vid VM 2011 i Daegu på 2,03 utan en rivning till och med den höjden och vann guld på 2,05 vid  OS i London 2012. Tjitjerova hoppade 2,07 i ryska mästerskapen 2011.
Bara två kvinnor har någonsin hoppat högre utomhus. Blanka Vlasic med 2,08 och världsrekordhållerskan Stefka Kostadinova med sina 2,09.
I juni 2021 meddelade hon att hon lagt ned sin friidrottskarriär.

## Personliga rekord
- 2,07 utomhus
- 2,04 inomhus